# Зейский район
Зе́́йский райо́н —  административно-территориальная единица (район) и муниципальное образование (муниципальный район) в Амурской области России.
Административный центр — город Зея, который в состав района не входит.

## География
Зейский район — самый большой район в Амурской области. Находится на северо-востоке области и охватывает территорию в 87477 кв. км² (24 % территории области). Граничит на западе с Тындинским районом, на севере с Республикой Саха (Якутия), на востоке с Хабаровским краем, на юго-востоке с Селемджинским и Мазановским районами, на юге с Шимановским районом, на юго-западе с Магдагачинским районом области.
Район отнесен к местностям, приравненным к районам Крайнего Севера. На его территории расположен Зейский государственный природный заповедник.

## История
Район образован в 1926 году в составе Зейского округа Дальневосточного края. 30 июля 1930 округ, как и большинство остальных округов СССР, был упразднён, его районы перешли в прямое подчинение Дальневосточного края. 20 октября 1932 года решением ВЦИК и СНК РСФСР о новом территориальном делении и районировании края район был включён в состав созданной Амурской области. В 1934 году район был передан в состав вновь образованной Зейской области, образованной в границах бывшего Зейского округа. В 1937 году область была упразднена, её районы вошли в состав Читинской области, из части Зейского района был выделен Зейско-Учурский район. 2 августа 1948 года Зейский район вновь вошёл в состав Амурской области, выделенной из состава Хабаровского края. В 1954 году упразднённый Зейско-Учурский район вновь присоединён к Зейскому району. В 1975 году город Зея отнесен к городам областного подчинения.
1 января 2006 года в соответствии с Законом Амурской области от 31 октября 2005 года № 73-ОЗ на территории района образованы 22 муниципальных образования (сельских поселений).

## Население
| 1959    | 1970    | 1979    | 1989    | 1990    | 1995    | 2000    |
| ------- | ------- | ------- | ------- | ------- | ------- | ------- |
| 34 342  | ↗41 536 | ↘27 244 | ↗42 298 | ↘39 641 | ↘24 697 | ↘21 309 |
| 2001    | 2002    | 2003    | 2004    | 2008    | 2009    | 2010    |
| ↘21 100 | ↘20 827 | ↘20 700 | ↘20 600 | ↘20 237 | ↘20 072 | ↘16 847 |
| 2011    | 2012    | 2013    | 2014    | 2015    | 2016    | 2017    |
| ↘16 775 | ↘16 589 | ↘16 458 | ↘16 178 | ↘15 719 | ↘15 383 | ↘15 060 |
| 2018    | 2019    | 2020    | 2021    | 2023    |         |         |
| ↘14 649 | ↘14 172 | ↘13 677 | ↘12 075 | ↘11 572 |         |         |

## Муниципально-территориальное устройство
В Зейский район входят 21 муниципальное образование со статусом сельских поселений:
| №         | Сельское поселение         | Административный центр | Количество населённых пунктов | Население (чел.) | Площадь (км²) |
| --------- | -------------------------- | ---------------------- | ----------------------------- | ---------------- | ------------- |
| 1         | Алгачинский сельсовет      | село Алгач             | 1                             | ↘320             | 16,67         |
| 2         | Амуро-Балтийский сельсовет | село Амуро-Балтийск    | 2                             | ↗262             | 110,39        |
| 3         | Береговой сельсовет        | посёлок Береговой      | 2                             | ↘1013            | 55,36         |
| 4         | Бомнакский сельсовет       | село Бомнак            | 1                             | ↘411             | 138,13        |
| 5         | Верхнезейский сельсовет    | посёлок Верхнезейск    | 1                             | ↘1084            | 26,72         |
| 6         | Горненский сельсовет       | посёлок Горный         | 1                             | ↘634             | 87,72         |
| 7         | Дугдинский сельсовет       | посёлок Дугда          | 1                             | ↘588             | 265,91        |
| 8         | Ивановский сельсовет       | село Ивановка          | 1                             | ↘232             | 93,91         |
| 9         | Николаевский сельсовет     | село Николаевка        | 5                             | ↗577             | 160,62        |
| 10        | Овсянковский сельсовет     | село Овсянка           | 1                             | ↘2588            | 112,66        |
| 11        | Огоронский сельсовет       | посёлок Огорон         | 1                             | ↘217             | 134,98        |
| 12        | Октябрьский сельсовет      | село Октябрьский       | 2                             | ↘825             | 35,91         |
| 13        | Поляковский сельсовет      | посёлок Поляковский    | 1                             | ↘214             | 33,72         |
| 13.000001 | Сианский сельсовет         | село Сиан              | 1                             | ↘63              | 63,56         |
| 14        | Снежногорский сельсовет    | посёлок Снежногорский  | 1                             | ↘341             | 29,81         |
| 15        | Сосновоборский сельсовет   | село Сосновый Бор      | 4                             | ↘1468            | 108,96        |
| 16        | Тунгалинский сельсовет     | посёлок Тунгала        | 1                             | ↘310             | 21,76         |
| 17        | Умлеканский сельсовет      | село Умлекан           | 2                             | ↘319             | 59,70         |
| 18        | Хвойненский сельсовет      | посёлок Хвойный        | 1                             | ↘140             | 29,18         |
| 19        | Чалбачинский сельсовет     | село Чалбачи           | 1                             | ↘198             | 24,92         |
| 20        | Юбилейненский сельсовет    | посёлок Юбилейный      | 1                             | ↘334             | 48,07         |

В 2014 году Золотогорский сельсовет был присоединён к Сосновоборскому сельсовету.
5 июня 2019 года Сианский сельсовет был присоединён к Амуро-Балтийскому сельсовету.

### Населённые пункты
В Зейском районе 31 населённый пункт.
| №  | Населённый пункт | Тип     | Население | Муниципальное образование  |
| -- | ---------------- | ------- | --------- | -------------------------- |
| 1  | Алгач            | село    | ↘320      | Алгачинский сельсовет      |
| 2  | Александровка    | село    | ↘171      | Николаевский сельсовет     |
| 3  | Алексеевка       | село    | →1        | Николаевский сельсовет     |
| 4  | Амуро-Балтийск   | село    | ↗262      | Амуро-Балтийский сельсовет |
| 5  | Береговой        | посёлок | ↘1012     | Береговой сельсовет        |
| 6  | Берёзовка        | село    | ↘79       | Николаевский сельсовет     |
| 7  | Бомнак           | село    | ↘411      | Бомнакский сельсовет       |
| 8  | Верхнезейск      | посёлок | ↘1084     | Верхнезейский сельсовет    |
| 9  | Горный           | посёлок | ↘634      | Горненский сельсовет       |
| 10 | Гулик            | село    | ↘297      | Сосновоборский сельсовет   |
| 11 | Дугда            | посёлок | ↘588      | Дугдинский сельсовет       |
| 12 | Заречная Слобода | село    | ↘653      | Сосновоборский сельсовет   |
| 13 | Золотая Гора     | село    | ↘62       | Сосновоборский сельсовет   |
| 14 | Ивановка         | село    | ↘232      | Ивановский сельсовет       |
| 15 | Кировский        | посёлок | ↘23       | Береговой сельсовет        |
| 16 | Николаевка       | село    | ↘269      | Николаевский сельсовет     |
| 17 | Николаевка-2     | село    | ↘20       | Николаевский сельсовет     |
| 18 | Овсянка          | село    | ↘2588     | Овсянковский сельсовет     |
| 19 | Огорон           | посёлок | ↘217      | Огоронский сельсовет       |
| 20 | Октябрьский      | село    | ↘1044     | Октябрьский сельсовет      |
| 21 | Поляковский      | посёлок | ↘249      | Поляковский сельсовет      |
| 22 | Рублёвка         | село    | ↘84       | Умлеканский сельсовет      |
| 23 | Сиан             | село    | ↘63       | Амуро-Балтийский сельсовет |
| 24 | Снежногорский    | посёлок | ↘341      | Снежногорский сельсовет    |
| 25 | Сосновый Бор     | село    | ↗761      | Сосновоборский сельсовет   |
| 26 | Тунгала          | посёлок | ↘310      | Тунгалинский сельсовет     |
| 27 | Умлекан          | село    | ↘256      | Умлеканский сельсовет      |
| 28 | Хвойный          | посёлок | ↘140      | Хвойненский сельсовет      |
| 29 | Чалбачи          | село    | ↘198      | Чалбачинский сельсовет     |
| 30 | Юбилейный        | посёлок | ↘334      | Юбилейненский сельсовет    |
| 31 | Ясный            | посёлок | →8        | Октябрьский сельсовет      |

### Упразднённые населённые пункты
Посёлок Нововысокое, село Заречное.

## Транспорт
Межрайонные и внутренние транспортные связи осуществляются водным, автомобильным и воздушным транспортом. От центра района по автомобильной дороге до железной дороги 120 км. Сообщение между северными поселками авиационное.

## Люди, связанные с районом
- Кэптукэ, Галина Ивановна (1951—2019) — эвенкийская писательница, прозаик.